# Lothar Burchardt
Lothar Burchardt (* 7. Februar 1939 in Frankfurt/Oder) ist ein deutscher Historiker.

## Leben und Wirken
Lothar Burchardt lebte mit seiner Familie bis 1945 in der östlichen Neumark. Nach einjähriger Flucht und Vertreibung siedelte sich die Familie in Eberbach am Neckar an, wo er auch Grundschule und Gymnasium besuchte. In einem Austauschjahr 1955/56 legte er die Abschlussprüfung an einer kalifornischen Highschool ab. Nach seinem Abitur 1957 studierte er Geschichte, Latein und Englisch an der Ruprecht-Karls-Universität Heidelberg und der Eberhard Karls Universität Tübingen. 1964 legte er sein Staatsexamen (Lehramt) ab. 1966 wurde er in Heidelberg bei Werner Conze mit der Arbeit Friedenswirtschaft und Kriegsvorsorge. Deutschlands wirtschaftliche Rüstungsbestrebungen vor 1914 zum Dr. phil. promoviert. Nach einem Studium der Volkswirtschaftslehre war er Wissenschaftlicher Assistent an der Ruprecht-Karls-Universität Heidelberg, später an der Universität Mannheim. Ab 1969 war er an der Universität Konstanz tätig, wo er sich 1973 habilitierte. Ab 1974 war er in Konstanz Universitätsdozent. 1979 erfolgte die Berufung auf die Professur für Geschichte der Neuzeit sowie Wirtschafts- und Sozialgeschichte an der Universität Konstanz. Er hatte mehrere Gastprofessuren an der University of Massachusetts (USA) und an der York University (Kanada) inne.
Die Schwerpunkte seiner wissenschaftlichen Arbeit sind die Geschichte der Wissenschaftspolitik und
Wissenschaftsförderung in Deutschland. Darüber hinaus beschäftigt er sich mit der Militärgeschichte im 19./20. Jahrhundert. Im regionalen Fokus steht die Zeitgeschichte Südwestdeutschlands. Er ist Mitglied der Stiftung Seemuseum in Kreuzlingen.
Im Januar 2012 wurde ein „Gutachten zur Tätigkeit von Dr. Bruno Helmle (1911–1996) während der Zeit des Nationalsozialismus und in den ersten Nachkriegsjahren“ der Universität Konstanz von Lothar Burchardt, Jürgen Klöckler und Wolfgang Seibel vorgelegt. Das Gutachten kommt zu dem Schluss, dass Helmle weit mehr in das NS-System verstrickt war, als ein Anfangsverdacht aus dem Jahr 2010 vermuten ließ; die Auszeichnungen  Ehrensenator der Universität Konstanz (1976) und  Ehrenbürger von Konstanz (1980) wurden Helmle daraufhin aberkannt.
Burchhardt engagiert sich für die Freien Wähler in Konstanz. Sein Sohn Ulrich Burchardt (CDU) wurde am 15. Juli 2012 zum Oberbürgermeister von Konstanz gewählt.

## Schriften (Auswahl)
- Friedenswirtschaft und Kriegsvorsorge. Deutschlands wirtschaftliche Rüstungsbestrebungen vor 1914 (= Wehrwissenschaftliche Forschungen. Abteilung Militärgeschichtliche Studien. 6, ZDB-ID 1173304-4). Boldt, Boppard am Rhein 1968 (Zugleich: Heidelberg, Universität, Dissertation, 1966: Deutschlands kriegswirtschaftliche Vorbereitungsarbeit vor 1914.).
- Wissenschaftspolitik im Wilhelminischen Deutschland. Vorgeschichte, Gründung und Aufbau der Kaiser-Wilhelm-Gesellschaft zur Förderung der Wissenschaften (= Studien zur Naturwissenschaft, Technik und Wirtschaft im neunzehnten Jahrhundert. 1). Vandenhoeck & Ruprecht, Göttingen 1975, ISBN 3-525-35700-1.
- Hitler und die historische Größe (= Konstanzer Universitätsreden. 99). Universitätsverlag Konstanz, Konstanz 1979, ISBN 3-87940-121-7.
- mit Günter Roth, Detlef Junker und Frank Pfetsch: Wie Kriege entstehen (Referate anlässlich des Symposiums „Wie Kriege entstehen“, Heidelberg 1989) (= Schriftenreihe des Volksbundes Deutsche Kriegsgräberfürsorge, Landesverband Baden-Württemberg. H. 8, ZDB-ID 2294597-0). Volksbund Deutsche Kriegsgräberfürsorge – Landesverband Baden-Württemberg, Konstanz 1990.
- Wie die High-Tech-Industrie nach Konstanz kam (= Konstanzer Universitätsreden. 193). Universitätsverlag Konstanz, Konstanz 1995, ISBN 3-87940-530-1.
- Konstanz zwischen Kriegsende und Universitätsgründung. Hungerjahre, „Wirtschaftswunder“, Strukturwandel (= Geschichte der Stadt Konstanz. 6). Stadler, Konstanz 1995, ISBN 3-7977-0260-4.
- als Herausgeber: Aufregende Tage und Wochen. Das Tagebuch des Konstanzer Lehrers Herbert Holzer aus den Jahren 1945–1948 (= Kleine Schriftenreihe des Stadtarchivs Konstanz. 10). UVK, Konstanz 2010, ISBN 978-3-86764-251-4.
- Amerikas langer Arm. Kontroversen um die Nutzung von Grönland im Zweiten Weltkrieg. Peter Lang, Frankfurt u. a. 2017, ISBN 3-631-73520-0.